# Pauline Valade
Pauline Valade (geboren 1987) ist eine französische Historikerin, Hochschullehrerin und Schriftstellerin. Sie arbeitet als außerordentliche Professorin für Neuere Geschichte an der Universität Bordeaux Montaigne.

## Leben, Werk
Ihre Forschungsschwerpunkte sind politische Geschichte im öffentlichen Raum, die Geschichte informeller Strukturen und private Korrespondenzen. Ihre Dissertation trägt den Titel Le goût de la joie, deutsch: Der Geschmack der Freude und beschreibt monarchische Feste und öffentliche Freudenkundgebungen im Paris des 18. Jahrhunderts. Sie hinterfragt den Platz der Emotionen im öffentlichen Raum, ob von politischen Akteuren verordnet oder als spontane Manifestationen.
Bruno et Jean, erschienen 2024, beschreibt in Romanform das Leben und Sterben von Jean Diot und Bruno Lenoir, zwei homosexuellen Männern, die am 6. Juli 1750 in Paris zu Tode gewürgt und anschließend auf der Place de Grève verbrannt wurden. Es handelte sich um die letzten Justizopfer, die in Frankreich ausschließlich wegen Homosexualität zum Tode verurteilt und exekutiert wurden. Pauline Valade zeichnet ein plastisches Bild des Paris der 1750er Jahre, der Umstände, der Geheimhaltung und der Fallstricke einer barbarischen Justiz. Das Buch wurde in der französischen Presse ausführlich gewürdigt.

## Buchpublikationen (Auswahl)
- Le goût de la joie, Réjouissances monarchiques et joie publique à Paris au XVIIIe siècle. Edition Champ, Vallon 2021. ISBN 979-10-267-0978-7
- hg. gemeinsam mit Michel Figeac, Thierry Dutour und Gautier Mingous: La construction de l’État monarchique en France de 1380 à 1715. Armand Collin, Levallois-Perret 2022. ISBN 978-2-7495-5136-4
- Bruno et Jean. Actes Sud, Arles 2024. ISBN 978-2-330-19709-4 (historischer Roman)

## Auszeichnung
- 2022 Prix Eugène Colas, verliehen von der Académie française[3]